# Martha P. Falconer
Martha Platt Falconer (17 de marzo de 1862-26 de noviembre de 1941) fue una activista y trabajadora social estadounidense, pionera de la reforma social.

## Biografía
Nació en 1862 en Delaware, Ohio, hija de Cyrus y Janette Platt. Se mudó a Filadelfia después de la muerte de su madre. Estuvo casada con Cyrus Falconer.
En 1906 fue nombrada presidenta de la Casa de Refugio, una institución para niñas en la calle 22 y la avenida Girard, en Filadelfia, Pensilvania. Más tarde se convirtió en superintendente de la Sleighton Farm School for Girls, una institución reconocida como un importante reformatorio para mujeres. Ese mismo año fue superintendente adjunta de la Sociedad de Ayuda y Hogar Infantil de Illinois. Durante la Primera Guerra Mundial, se encargó de supervisar los reformatorios y casas de detención para niñas en los Estados Unidos.
Falconer fue superintendente del departamento femenino de las escuelas de Glen Mills, Pensilvania en 1919 y más tarde se encargó de la superintendencia del departamento delincuencial femenino en la Asociación Americana de Higiene Social, que estaba conectada con la Fundación Rockefeller. En ese trabajo debía dedicar una atención considerable a la creación de oficinas de policía para mujeres en todo el país.
En 1933 Falconer vivía en Nueva York y fue premiada con una maestría honorífica en artes por el Elmira College. Murió en East Aurora, Nueva York, a la edad de 79 años, y le sobrevivieron sus hijos Helen, Douglas Platt y Cyrus Jr.